# Sonate pour deux violons de Prokofiev
Pour les articles homonymes, voir Sonate pour deux violons.
La Sonate pour deux violons en ut majeur opus 56 est une sonate de Sergueï Prokofiev. Composée en 1932 à Paris, elle fut créée par Dmitri Tsyganov et Vassili Chirinski du Quatuor Beethoven le 3 décembre 1932 en public à Moscou.

## Analyse de l'œuvre
1. Andante cantabile
2. Allegro
3. Commodo, quasi allegretto
4. Allegro con brio